# El cansancio
El Cansancio és un grup humorístic nascut el 1998 com una companyia de teatre, i que produeix programes de ràdio, de televisió i actuacions en directe. Utilitzen indistintament el català i el castellà per fer els seus gags d'humor. El Cansancio neix com a grup de teatre el 1998, i després dels tres primers espectacles comencen a col·laborar amb la ràdio en programes de la SER, RNE i RAC1. El grup es compon de tres artistes: Berto Romero (Cardona, 1974), Miquel Company (Cardona, 1973) i Rafel Barceló (Falset, 1974).
Han realitzat diverses obres teatrals i han col·laborat en programes de TVE (Catalunya avui), TV3 (Els 4 arreplegats) i Antena 3 (Buenafuente). El 29 d'abril de 2007 van estrenar amb la productora El Terrat un programa d'humor per a la tarda dels diumenges a TV3 amb el nom de El gran què, dels que només es van emetre dos programes i es va cancel·lar per manca d'audiència. El 2011 van copresentar el programa despertador El matí i la mare que el va parir a Radio Flaixbac.

## Programes produïts[Cal actualitzar]

### Ràdio
- Ultimàtum a la Terra (2003-2004, Ràdio 4)
- Una mala tarda la té qualsevol (2004-2005, Ràdio 4)ducc
- Cuarto Menguante, micro programa emès dins del programa El ombligo de la luna (2005-2006, Ràdio 1 - RNE-)

### Teatre
- Historias del cantautor paródico y su embarrenamiento precoz
- El desafío de los hombres medianos
- La apoteosis necia (2001)
- El consuelo del labriego
- Berto Romero sigue con nosotros (2013)[3]

### Televisió
- El gran què (2007, TV3)
- Buenafuente (LaSexta)

### Internet
- Ramón
- Grandes obras de la literatura universal
- Conversaciones con Leonardo da Viola